# 埃斯贝库尔
埃斯贝库尔（法語：Hesbécourt）是法国皮卡第大区索姆省的一个市镇，属于佩罗讷区鲁瓦塞勒县。该市镇2009年时的人口为57人。

## 人口
埃斯贝库尔人口变化图示
| 数据来源：INSEE |